# Corynoneura carriana
Corynoneura carriana är en tvåvingeart som beskrevs av Edwards 1924. Corynoneura carriana ingår i släktet Corynoneura och familjen fjädermyggor. Arten är reproducerande i Sverige. Inga underarter finns listade i Catalogue of Life.